# Os Confederados
Os Confederados (pronunciación en portugués: /kõfedeˈɾadus/) es el nombre brasileño de los expatriados de los Estados Confederados de América (y sus descendientes brasileños) que huyeron del sur de los Estados Unidos durante la Reconstrucción. Fueron atraídos a Brasil por ofertas de tierras baratas del emperador Dom Pedro II, que esperaba adquirir experiencia en la siembra de algodón.
Se estima que hasta 20.000 estadounidenses emigraron al Imperio de Brasil desde el sur de los Estados Unidos después de la Guerra de Secesión. Inicialmente, la mayoría se asentó en el actual estado de São Paulo, donde fundaron la ciudad de Americana, que una vez fue parte de la vecina ciudad de  Santa Bárbara d'Oeste. Los descendientes de otros Confederados se encontrarían más tarde en todo Brasil.
El centro de la cultura confederada es el cementerio de Campo en Santa Bárbara d'Oeste, donde fueron enterrados la mayoría de los confederados originales de la región. Debido a su religión protestante, no podían ser enterrados en un cementerio católico, por lo que crearon su propio cementerio: el primer cementerio no católico y no indígena en Brasil. La comunidad de Confederados también ha establecido un museo de la inmigración en Santa Bárbara d'Oeste para presentar la historia de la inmigración brasileña y resaltar sus beneficios para la nación.
Los descendientes aún fomentan una conexión con su historia a través de la "Frternidad de Descendientes Americanos", una organización de descendientes dedicada a preservar la cultura mixta única. Os Confederados también tienen un festival anual, llamado Festa Confederada, que se utilizan para financiar el cementerio de Campo. El festival está marcado por bandera confederadas, vestimenta tradicional de los Estados Confederados de América, uniformes y faldas de aros, comida sureña con un toque brasileño, bailes y músicas populares en el sur de los Estados Unidos durante el período anterior a la guerra.

## Historia

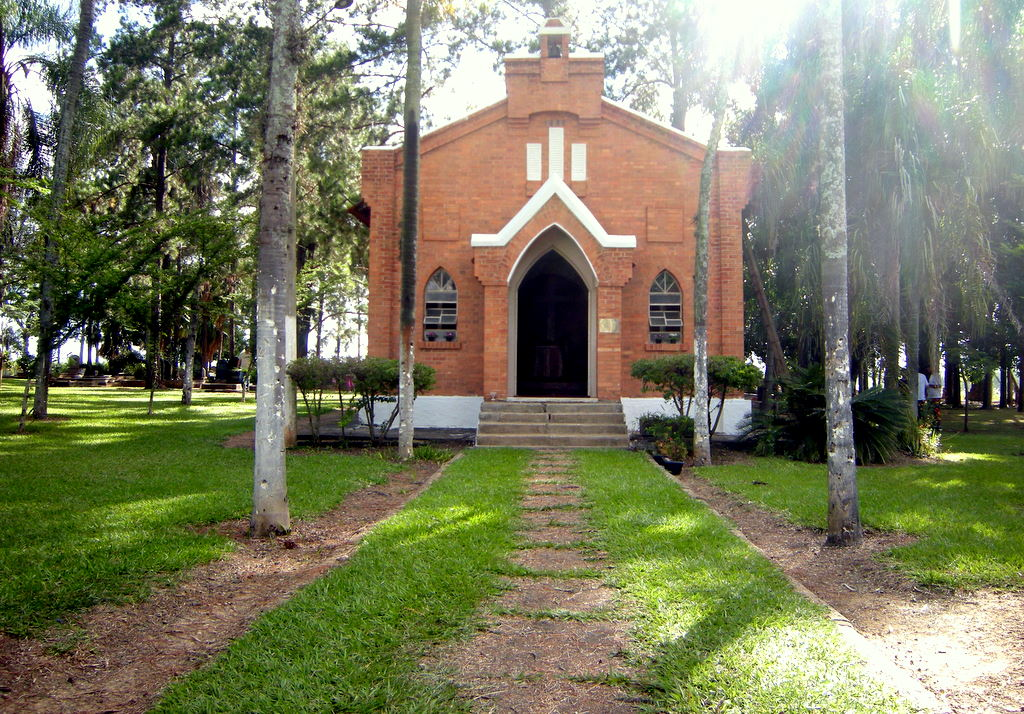
Capilla en Santa Bárbara d'Oeste construida por expatriados confederados

Después de la guerra, muchos plantadores confederados no estaban dispuestos a vivir de acuerdo con las nuevas reglas impuestas por la victoria de la Unión y con los cambios constitucionales que siguieron: el fin de la esclavitud de bienes muebles, un nuevo régimen laboral, y la pérdida de poder político que vino con el sufragio afroamericano. Acostumbrados a cultivar algodón con el trabajo de los esclavos, algunos buscaron en otras partes del hemisferio occidental un lugar donde pudieran continuar con su antigua vida.
"Muchas personas que, por un largo hábito y teorías arraigadas con cariño, se han apegado fuertemente a la institución de la esclavitud africana, imaginan que en Brasil encontrarán una oportunidad para el uso permanente de ese sistema de trabajo - siendo Brasil y las posesiones españolas las unicas dos comunidades esclavistas en el mundo civilizado", escribió el Nueva Orleans Daily Picayune en septiembre de 1865.
El emperador Dom Pedro II vio una oportunidad en la perturbación económica en el sur de los Estados Unidos y esperaba aumentar su producción de algodón para exportar a los telares de Inglaterra y Francia, que había dependido durante mucho tiempo del Sur Profundo. El Emperador alentó la inmigración de plantadores de algodón de la antigua Confederación para permitir esa expansión.

### Inmigración a Brasil

Confederados expatriados en Brasil

Incluso antes del final de la guerra en 1865, ya se hablaba de emigrar a Brasil, pero se sabía muy poco sobre este país. Después de que terminó la guerra, hubo tal resurgimiento del tema que se formaron varias compañías de emigración. Se enviaron representantes a Brasil para verificar la tierra, el clima y las facilidades ofrecidas por el emperador.
En noviembre de 1865, el estado de Carolina del Sur formó una sociedad de colonización y envió al Mayor Robert Meriwether y al Dr. H. A. Shaw, entre otros, a Brasil para investigar la posibilidad de establecer una colonia. En el camino de regreso, publicaron un informe mencionando que dos señores ya habían comprado tierras y se establecieron aquí. Los esclavos eran baratos, informaron.
Muchos sureños que aceptaron la oferta del Emperador perdieron la propiedad de los humanos durante la guerra, no estaban dispuestos a vivir bajo la Constitución estadounidense después de la aprobación de la Enmienda 13, la presencia de tropas federales para defender a los esclavos recién liberados de la recaptura por parte de las milicias del sur y la primera ola del Klan, o simplemente no esperaban una mejora en la situación económica del sur bajo lo que veían como una regla abolicionista, con la esclavitud prohibida por la enmienda constitucional. Además, Brasil no prohibiría la esclavitud hasta 1888. Los confederados fueron el primer grupo protestante organizado en establecerse en Brasil.

### Americana y Santa Bárbara d'Oeste

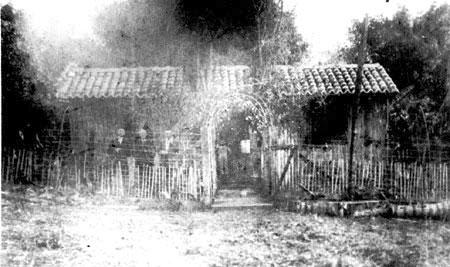
Casa de la primera familia expatriada confederada en Villa Americana

El 27 de diciembre de 1865, el coronel y senador William Hutchinson Norris de Alabama desembarcó en el puerto de Río de Janeiro. En 1866, William y su hijo Robert Norris escalaron la Serra do Mar, se detuvieron en São Paulo y especularon con la tierra. Les ofrecieron un terreno gratis en lo que hoy es el barrio de Brás, pero él no lo aceptó porque era pantanoso. También se les ofreció la tierra donde hoy está São Caetano do Sul, y la rechazaron por la misma razón. Decidieron ir a Campinas, pero en ese momento, el ferrocarril pasaba solo 10 millas más allá de São Paulo; Campinas está a 45 millas de São Paulo. Así que los Norris compraron una carreta tirada por bueyes y se dirigieron a Campinas. Tardaron 15 días en llegar a la ciudad, y allí se quedaron un rato buscando tierra, hasta que posaron la vista en la llanura que se extendía desde Campinas hasta Vila Nova da Constituição, actual Piracicaba.
Los Norris compraron terrenos de la sesmaria de Domingos da Costa Machado y se establecieron a orillas del Ribeirão Quilombo, entonces perteneciente al municipio de Santa Bárbara d'Oeste, hoy ciudad de Americana. A su llegada, el coronel Norris comenzó a impartir cursos prácticos de agricultura a los agricultores de la región, interesados en el cultivo del algodón y las nuevas técnicas agrícolas. El arado que trajo de Estados Unidos causó tanta sensación y curiosidad que, en poco tiempo, tenían una escuela práctica de agricultura, con muchos alumnos que le pagaban por el privilegio de aprender y seguir cultivando sus huertas. El Coronel le escribió a su familia que había ganado US$5.000 solo con eso. A mediados de 1867 llegó el resto de su familia, acompañada de muchos parientes.

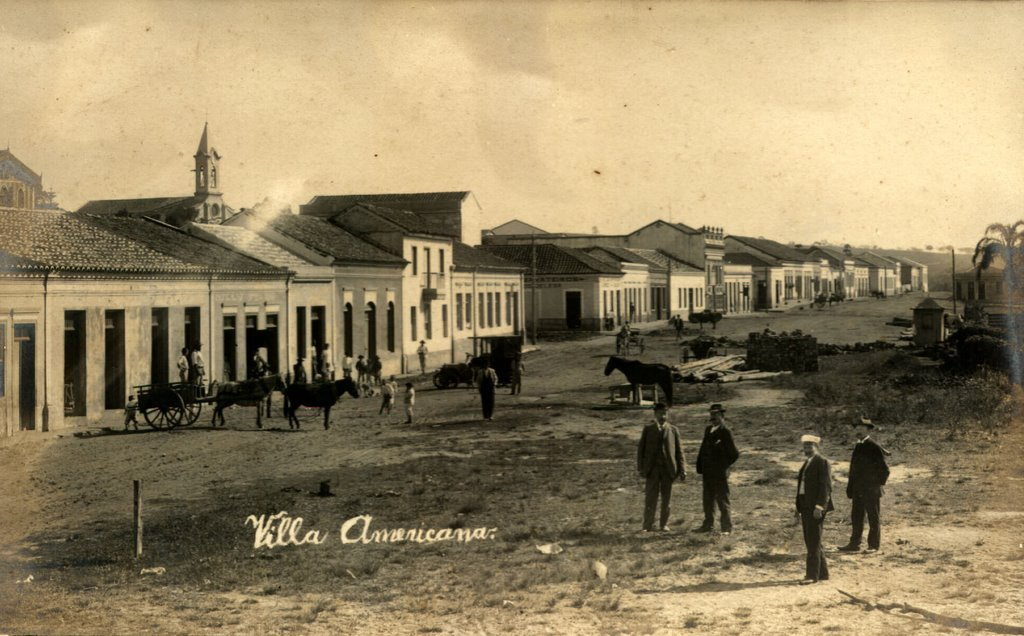
Villa Americana en 1906

Numerosas granjas fueron fundadas por inmigrantes de los Estados Unidos, que cultivaban y procesaban algodón. Establecieron un intenso comercio, notablemente a partir de 1875, con la llegada del ferrocarril y la instalación de la Estación Santa Bárbara por parte de la Companhia Paulista de Estrada de Ferro. Debido a la presencia constante de estos inmigrantes, el pueblo que se formó en las cercanías de la Estación pasó a ser conocido como "Vila dos Americanos", o "Vila Americana", y dio origen a la actual ciudad de Americana.
También data de esta época la instalación de la fábrica Carioba por el ingeniero norteamericano Clement Willmot y asociados brasileños, ubicada a una milla de la estación de tren. La fabricación realmente desempeñó un papel muy importante en la fundación y el desarrollo de Americana. La educación de los niños era una de las prioridades de las familias americanas, que montaban escuelas en las propiedades y contrataban maestros de los Estados Unidos. Los métodos de enseñanza desarrollados por los maestros estadounidenses demostraron ser tan eficientes que luego fueron adoptados por la educación oficial brasileña.
Los servicios religiosos eran celebrados en las propiedades por pastores que se movían entre varias propiedades y los varios centros de la diáspora estadounidense. En 1895 se fundó la primera Iglesia Presbiteriana en el pueblo de Estação. Debido a la prohibición de enterrar a personas de otras religiones en los cementerios de las ciudades administradas por la Iglesia católica, los inmigrantes estadounidenses comenzaron a enterrar a sus muertos cerca de la granja. Este cementerio pasó a ser conocido como el Cementerio del Campo, actualmente un atractivo turístico de la ciudad de Santa Bárbara d'Oeste. Incluso hoy en día, los descendientes de familias estadounidenses están enterrados allí. Es en este lugar donde los descendientes se reúnen periódicamente para ceremonias y fiestas religiosas de culto alrededor de la capilla del siglo XIX.

### Amazonas

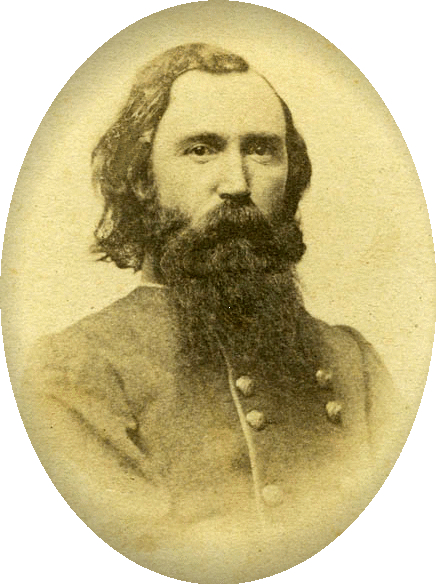
El coronel Archibald Dobbins se trasladó a Santarém en 1867.

Jason Williams Stone, un inmigrante estadounidense de ascendencia británica de Dana, Massachusetts, Estados Unidos, se mudó a Brasil antes de la Guerra Civil estadounidense y terminó convirtiéndose en un agricultor de tabaco y caucho, y pronto se hizo muy rico. Las plantaciones de Jason, que tenían más de cinco mil hectáreas, se llamaban Colonia Piedra y estaban ubicadas cerca de la ciudad de Itacoatiara, en Amazonas. Muchos de sus descendientes todavía tienen el apellido "Piedra". Se encuentran principalmente en las ciudades de Manaus e Itacoatiara, en Amazonas.

### Pará
La ciudad de Santarém, en el estado de Pará, recibió una ola de familias refugiadas de la Guerra Civil Americana que se desarrollaba en el Sur de los Estados Unidos. Los primeros en aterrizar fueron la familia Riker. En la década de 1970, David Afton Riker publicó un libro llamado El último confederado en el Amazonas, que narra la saga de esta migración y la vida en la nueva patria. Los confederados y sus descendientes se hicieron notables en los negocios y la vida política de la región.
No se sabe cuántos inmigrantes llegaron a Brasil como refugiados de guerra, pero una investigación sin precedentes en los registros del puerto de Río de Janeiro, realizada por Betty Antunes de Oliveira, muestra que alrededor de 20.000 ciudadanos estadounidenses ingresaron a Brasil entre 1865 y 1885.

## Descendientes de Os Confederados

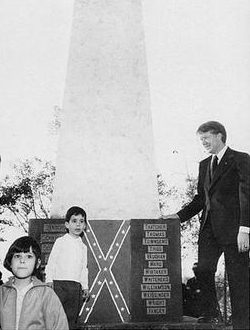
Jimmy Carter, en una visita a Brasil en 1972, se encuentra con niños confederados de quinta generación en la base del monumento confederado en Americana.

La primera generación de confederados siguió siendo una comunidad isleña. Como es típico, en la tercera generación, la mayoría de las familias ya se habían casado con brasileños nativos o inmigrantes de otros orígenes. Los descendientes confederados comenzaron a hablar cada vez más el idioma portugués y se identificaron como brasileños. A medida que la región alrededor de los municipios de Santa Bárbara d'Oeste y Americana se convirtió en un centro para la producción de caña de azúcar y la sociedad se volvió más móvil, los confederados se mudaron a ciudades más grandes en busca de trabajo en áreas urbanas. Actualmente, solo unas pocas familias de descendientes aún viven en tierras propiedad de sus antepasados. Los descendientes de los confederados están más repartidos por todo Brasil. Mantienen la sede de su organización en el Cementerio de Campo, en Santa Bárbara d'Oeste, donde también hay una capilla y un memorial.
Los descendientes hacen una conexión con su historia a través de American Descendant Fellowship, una organización de descendientes dedicada a preservar la cultura inmigrante. Los descendientes de los confederados también celebran un festival anual en Santa Bárbara d'Oeste llamado "Festa Confederada", que está dedicado a la financiación del Cementerio de Campo. Durante el festival, se usan banderas y uniformes confederados, mientras se sirven y se realizan bailes y comidas sudamericanas. Los descendientes mantienen afecto por la bandera confederada, aunque se identifican como totalmente brasileños. Muchos descendientes de confederados viajaron a los Estados Unidos por invitación de Sons of Confederate Veterans, una organización de descendientes de estadounidenses, para visitar los campos de batalla de la guerra civil, participar en recreaciones o visitar los lugares donde vivieron sus antepasados.
La bandera confederada en Brasil no adquirió el mismo simbolismo político que tiene en los Estados Unidos. Después de la visita del entonces gobernador Jimmy Carter a la región en 1972, el gobierno de Americana incluso incorporó la bandera confederada en su escudo de armas (aunque la mayoría de la población descendiente de italianos la eliminó unos años después). más tarde del símbolo oficial de la ciudad, ya que los descendientes de los confederados ahora comprenden alrededor de una décima parte de la población de la ciudad). Durante su visita a Brasil, Carter también visitó la ciudad de Santa Bárbara d'Oeste y la tumba de un tío abuelo de su esposa, Rosalynn Carter, en el Cemitério do Campo. En ese momento, Carter notó que los descendientes confederados sonaban y se veían exactamente como los sureños de su país.
Hoy, el Cementerio de Campo (y la capilla y el monumento ubicado dentro) en Santa Bárbara d'Oeste es un monumento, ya que la mayoría de los inmigrantes confederados originales de la región fueron enterrados allí. Como protestantes, la Iglesia Católica les prohibió enterrar a sus muertos en los cementerios locales y tuvieron que establecer su propio cementerio. La comunidad de descendientes también contribuyó al Museo de la Inmigración, también ubicado en Santa Bárbara d'Oeste, para presentar la historia de la inmigración estadounidense a Brasil.
Los inmigrantes estadounidenses introdujeron en su nuevo hogar muchos alimentos nuevos, como nueces, maní de Georgia y sandía; nuevas herramientas como el arado de hierro y las lámparas de queroseno; innovaciones como la odontología moderna, la agricultura moderna y la primera transfusión de sangre; y las primeras iglesias no católicas (bautista, presbiteriana y metodista). Algunas comidas del sur de Estados Unidos también se cruzaron y se convirtieron en parte de la cultura brasileña general, como el pastel de ajedrez, el pastel de vinagre y el pollo frito sureño. Los inmigrantes también establecieron escuelas públicas y brindaron educación a sus hijas, lo cual era inusual en Brasil en ese momento.

### Estadísticas

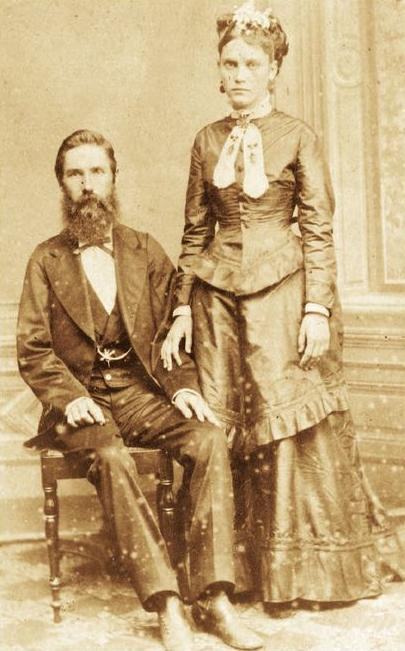
Pareja de inmigrantes confederados Joseph Whitaker e Isabel Norris

Inmigración estadounidense a Brasil por estado hasta enero (1867)
| Estado         | Migrantes |
| -------------- | --------- |
| São Paulo      | 800       |
| Espírito Santo | 400       |
| Rio de Janeiro | 200       |
| Paraná         | 200       |
| Pará           | 200       |
| Minas Gerais   | 100       |
| Bahia          | 85        |
| Pernambuco     | 85        |
| Total          | 2,070     |

Los emigrados confederados eran unos 20.000 sureños, de 12 estados del sur (es decir, Arkansas, Alabama y Mississippi) que prefirieron el desierto brasileño a la vida bajo el dominio yanqui después de la Guerra civil estadounidense.

### Ascendencia estadounidense en Brasil

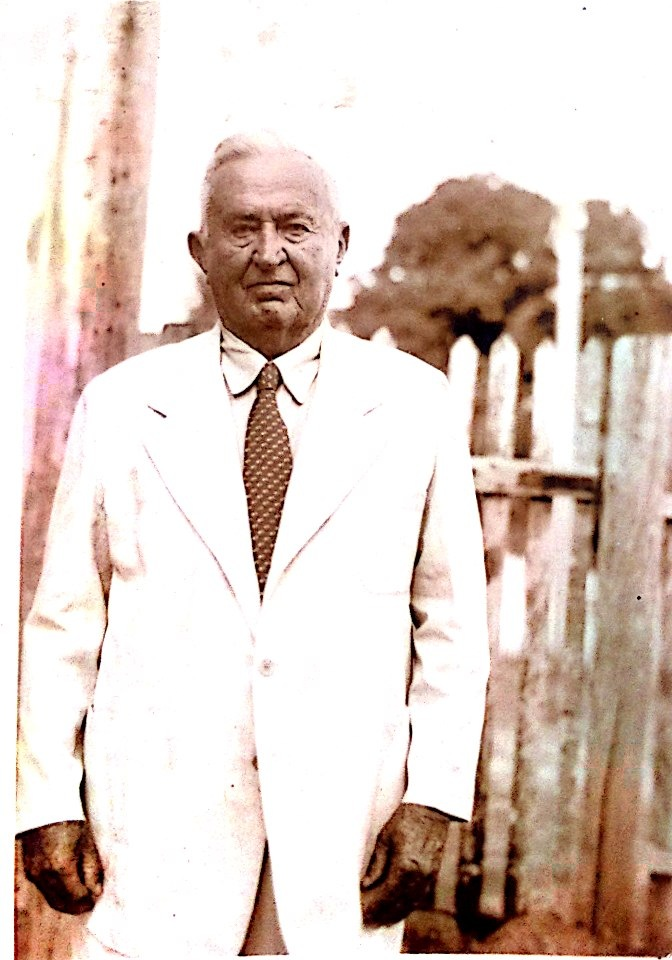
David Bowman Riker

Número de descendientes de estadounidenses por estado
| Estado         | Descendientes |
| -------------- | ------------- |
| São Paulo      | 100,490       |
| Espírito Santo | 50,258        |
| Rio de Janeiro | 25,220        |
| Paraná         | 25,000        |
| Pará           | 24,800        |
| Minas Gerais   | 12,610        |
| Bahia          | 10,686        |
| Pernambuco     | 10,000        |
| Total          | 260,000       |

### Citas de Confederados
"...Mi padre participó en el 1er Batallón que salió de González. Fue herido en una batalla en Virginia y fue enviado de vuelta a casa, pero poco después se recuperó y volvió a la guerra de la  . Fue confinado en prisión y puesto en libertad. Regresó a su casa y una vez más volvió al campo de batalla. "... En esos días de terror estremecedor, tanto reconstruir como permanecer allí se volvió imposible. Los crímenes diarios nos rodeaban y no había nada que pudiéramos hacer..."
“Nuestra hacienda era hermosa, tenía varias hectáreas, buenas casas, caballos y ganado. Teníamos un molino de maíz, maquinarias beneficiadoras del algodón (…) El gobierno brasileño nos recibió muy bien, nos hospedó en el Hotel Inmigrante, brindándonos así refugio y comida. Era mi deber explicar que no éramos inmigrantes. Éramos refugiados. Refugiados de guerra".
"Tengo caña de azúcar, algodón, calabazas, cinco tipos de batatas, papas irlandesas, guisantes de maíz, habas, habichuelas, ocre, tomates y una buena oportunidad de tabaco. Tengo una gran variedad de frutas en mi lugar. He hecho lo suficiente para vivir bien y estoy más satisfecho que otros".
“Recuerdo cuando tenía 4 años, estaba perdido en una fábrica textil y no podía decirle nada a la gente porque yo solo hablaba inglés”, recordó un ingeniero y descendiente de tercera generación. "No aprendí portugués hasta que empecé la escuela".
"Vinieron aquí porque sintieron que su 'país' había sido invadido y sus tierras confiscadas", dijo la bisnieta de la familia McKnight original que se mudó a Brasil desde Texas, en el sur de los Estados Unidos. "Para ellos, no quedaba nada allí. Entonces, vinieron aquí para tratar de recrear lo que tenían antes de la guerra". "Crecí escuchando las historias. Estaban enojados y amargados. Cuando hablaban de eso, mudarse aquí, la guerra, dejar sus hogares, siempre fue un tema muy doloroso para ellos".

## Confederados notables
- Warwick Estevam Kerr

## En la cultura popular
El profesor de historia Rollin G. Osterweis escribió Santarem, una novela sobre Confederados.

## Otras lecturas
- Ray, Montana (November 16, 2020). "Os Confederados: 'Family and history' in the Plantation Americas". The Point.
- McCoy, Terrence (11 de julio de 2020). «They lost the Civil War and fled to Brazil. Their descendants refuse to take down the Confederate flag». The Washington Post.
- DeJuana, Carlos A. (2 de noviembre de 2003). «The South Rises Again, But in Brazil». The Washington Post.
- Buckley, Stephen (22 de agosto de 1999). «A Taste of Dixie in Brazil». The Washington Post.
- Cyrus B. Dawsey and James M. Dawsey editors, The Confederados: Old South Immigrants in Brazil, Tuscaloosa: University of Alabama, 1998.
- Gussi, Alcides Fernando (1997). Os norteamericanos (confederados) do Brasil : identidades no contexto transnacional. Campinas, Brazil: Universidade Estadual de Campinas, Centro de Memória. ISBN 9788585562083.
- Harter, Eugene C. (2000). The Lost Colony of the Confederacy. First published 1985. College Station, Texas: Texas A&M University Press. ISBN 1585441023.
- William Clark Griggs, The Elusive Eden: Frank McMullan's Confederate Colony in Brazil, Austin: University of Texas, 1987, about the failed Iguape Colony.
- Riccardo Orizio (Avril Bardoni, translator), Lost White Tribes: The End of Privilege and the Last Colonials in Sri Lanka, Jamaica, Brazil, Haiti, Namibia & Guadeloupe.
- Tigay, Alan M. (April 1998). «The Deepest South». American Heritage 49 (2): 84-95. Archivado desde el original el 16 de febrero de 2011.
- Oliveira, Betty Antunes de (1981). Movimento de passageiros norte-americanos no porto do Rio de Janeiro, 1865–1890 : uma contribuição para a história da imigração norte-americana no Brasil ("American passengers passing through the port of Rio de Janeiro, 1865–1890 : a contribution to the history of the American migration to Brazil"). Rio de Janeiro: The author. OCLC 866649279.
- Jones, Judith Mac Knight (1998). Soldado descansa! : uma epopéia norte-americana sob os céus do Brasil ("Soldier, rest! An American epic under Brazilian skies"). Lists some 400 families. First edition 1967. São Paulo. OCLC 833839870.

## Material de archivo
- La Universidad de Auburn en Alabama mantiene una colección especial de material relacionado con la emigración del Confederado, que incluye correspondencia, memorias, genealogías y recortes de periódicos, especialmente relacionados con el Coronel Norris.